# Nicolau d'Oldenburg
Nicolau d'Oldenburg, príncep hereu d'Oldenburg (Oldenburg 1897 - Rastede 1970) va ser príncep hereu d'Oldenburg i cap de la casa gran ducal d'Oldenburg des de 1931 i fins a 1970.
Nascut a Oldenburg el dia 10 d'agost de 1897, fill del gran duc Frederic August I d'Oldenburg i de la duquessa Elisabet de Mecklenburg-Schwerin, Nicolau era net per via paterna del gran duc Pere II d'Oldenburg i de la princesa Elisabet de Saxònia-Altenburg; mentre que per via materna ho era del gran duc Frederic Francesc II de Mecklenburg-Schwerin i de la princesa Maria de Schwarzburg-Rudolstadt.
El dia 26 d'octubre de 1921 contragué matrimoni a Arolsen amb la princesa Helena de Waldeck-Pyrmont, filla del príncep Frederic I de Waldeck-Pyrmont i de la princesa Bathildis de Schaumburg-Lippe. La parella tingué nou fills:
- SAR el duc Antoni-Günther d'Oldenburg, nat a Lensahn el 1923. Es casà a Kreuzwerthiem el 1951 amb la princesa Amèlia de Löwenstein-Wertheim-Freudenberg.
- SA la duquessa Rixa d'Oldenburg, nada a Lensahn el 1924 i morta el 1939.
- SA el duc Pere Frederic d'Oldenburg, nat a Lensahn el 1926. Es casà a Kreuzwertheim el 1951 amb la princesa Gertrudis de Löwenstein-Wertheim-Freudenberg.
- SA la duquessa Eilika d'Oldenburg, nada a Lensahn el 1928. Es casà a Rastede el 1950 amb el príncep Emich de Leiningen.
- SA la duquessa Egilmar d'Oldenburg, nada a Lensahn el 1934.
- SA el duc Frederic August d'Oldenburg, nat a Rastede el 1936. Es casà a Berlín el 1965 amb la princesa Maria Cecília de Prússia de qui es divorcià el 1989; el 1991 es casà a Rüdenhausen amb la comtessa Donata de Castell-Rüdenhausen.
- SA la duquessa Altburg d'Oldenburg, nada a Lensahn el 1938. Es casà a Rastede el 1967 amb el baró Rüdiger von Erffa.
- SA el duc Huno d'Oldenburg, nat a Lensahn el 1940. Es casà a Rastede el 1970 amb la comtessa Felicitas-Anita Schwerin von Krosigh.
- SA el duc Joan d'Oldenburg, nat a Lensahn el 1940. Es casà a Waldsachsen el 1971 amb la comtessa Ilka zu Ortenburg.

Des de l'any 1931, any en què morí el gran duc Frederic August I d'Oldenburg, Nicolau esdevingué el cap de la casa gran ducal d'Oldenburg fins a la seva mort l'any 1970.
Nicolau morí el dia 3 d'abril de 1970 a Rastede a l'edat de 73 anys.